# Distrito de Sacsamarca
El distrito de Sacsamarca es uno de los cuatro que conforman la provincia de Huancasancos ubicada en el departamento de Ayacucho en el Sur del Perú. La capital del distrito lleva el mismo nombre y además posee cuatro anexos: Asca, Colcabamba, Putaccasa y Pallca. Antes de su erección como distrito en 1961, Sacsamarca existía como una comunidad campesina que se remonta a la época prehispánica y colonial y que fue reconocida por el Estado en 1936. Es reconocido por su resistencia activa a Sendero Luminoso y su victoria sobre una columna armada en la «batalla de Sacsamarca» del 21 de mayo de 1983. 

## El nombre "Sacsamarca"
Según el historiador David Quichua, deriva de la actividad ganadera realizada en la localidad desde tiempos prehispánicos. Antes de la presencia española, la ganadería estuvo basada en la crianza de la llama y otros animales silvestres como guanacos, vicuñas y vizcachas.  Es por dicha domesticación de llamas que se derivó el nombre del pueblo de Sacsamarca: “…donde: saqsa, en la lengua quechua significa harto, lo cual describe a la Saqsa llama, que está arropado de harta lana. Mientras la palabra marca, significa pueblo o soberano.  Entonces, Sacsamarca es pueblo o soberano que cría llama de abundantes lanas”.

## Historia

### Época prehispánica

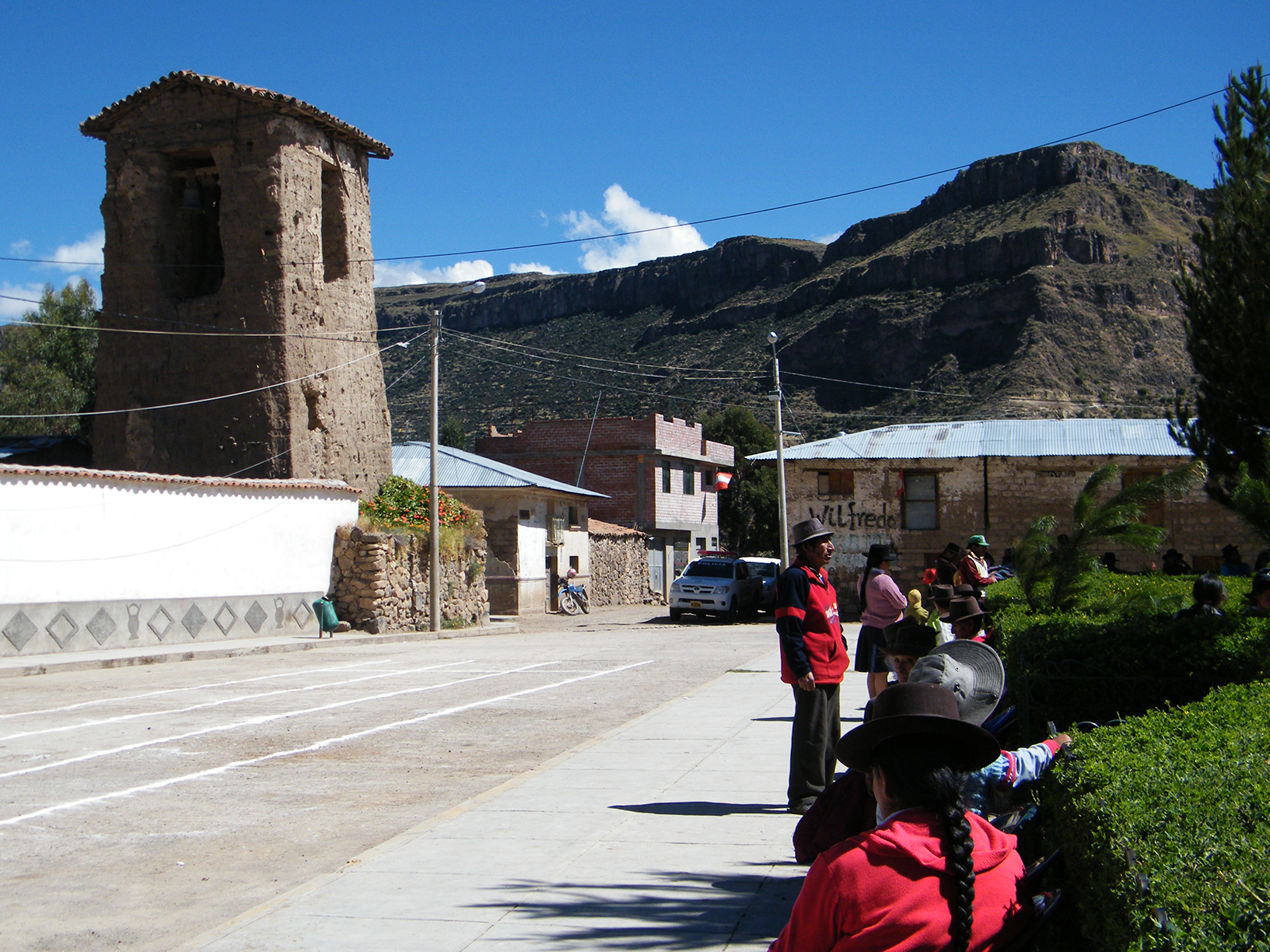
Vista de la plaza de Sacsamarca y la torre de la iglesia construida en el s.XIV

Se han encontrado distintos restos que indican la presencia de poblaciones desde tiempos prehispánicos. Existen canteras de obsidiana del tipo Quispisisa, cuevas y chulpas. 

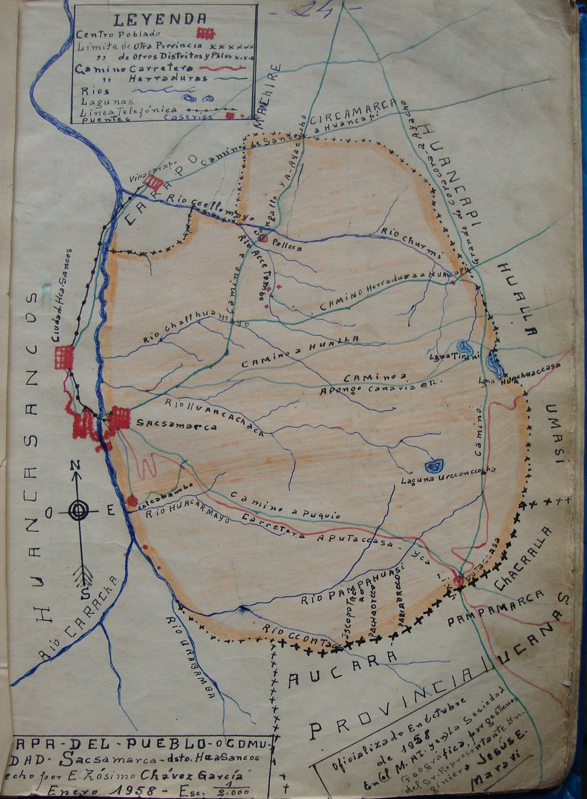
Croquis de la comunidad campesina de Sacsamarca (1958)

### Época colonial
En tiempos coloniales, se fundó el actual pueblo de Sacsamarca a partir de la “reducción” de los antiguos pobladores lucana y andamarca de la orilla izquierda del río Qaracha. 
En 1574 se creó la Reducción o Pueblo de Indios Nuestra Señora de la Asunción de Sacsamarca, perteneciente al Corregimiento de Vilcashuamán. En 1604 la orden de los jesuitas recibió la autorización del Cabildo de Huamanga para construir la Iglesia, un convento hospital y un colegio de caciques.

### sigloXX
La actual comunidad de Sacsamarca fue registrada e inscrita oficialmente como “comunidad campesina” ante el Ministerio de Fomento el 21 de agosto de 1936, siendo su representante legal el doctor Humberto Giles Ortega, quien a su vez recibió ese poder de Wenceslao Yanqui, personero de Sacsamarca. Los límites comunales se sustentaron “con arreglo al testimonio de los títulos antiguos de propiedad de las referidas tierras” de 1807 y con la elaboración del “respectivo plano perimétrico” realizado en 1928.
Hasta 1960, la comunidad de Sacsamarca pertenecía al distrito de Huanca Sancos, que a su vez formaba parte de la provincia de Víctor Fajardo. Luego de algunos años de gestiones, Sacsamarca obtuvo su autonomía y fue reconocida como distrito. El distrito de Sacsamarca se creó por Ley Nro. 13719 el 11 de noviembre de 1961, incorporando a los anexos Pallcca, Asca, Colcabamba y Putaccasa.
Durante este período, se crearon las granjas comunales de ovinos, vacunos y camélidos.
En 1982, durante el conflicto armado interno, Sendero Luminoso impuso a dos dirigentes en la comunidad. Luego de un tiempo bajo el dominio senderista, la población se rebeló y se enfrentó exitosamente a los terroristas el 21 de mayo de 1983, bajo el mando del entonces mayor de la guardia civil Fernando Muñoz Shearer.
En 1984, con la creación de la provincia de Huanca Sancos, Sacsamarca pasó a ser un distrito de la misma.

## Geografía y territorio

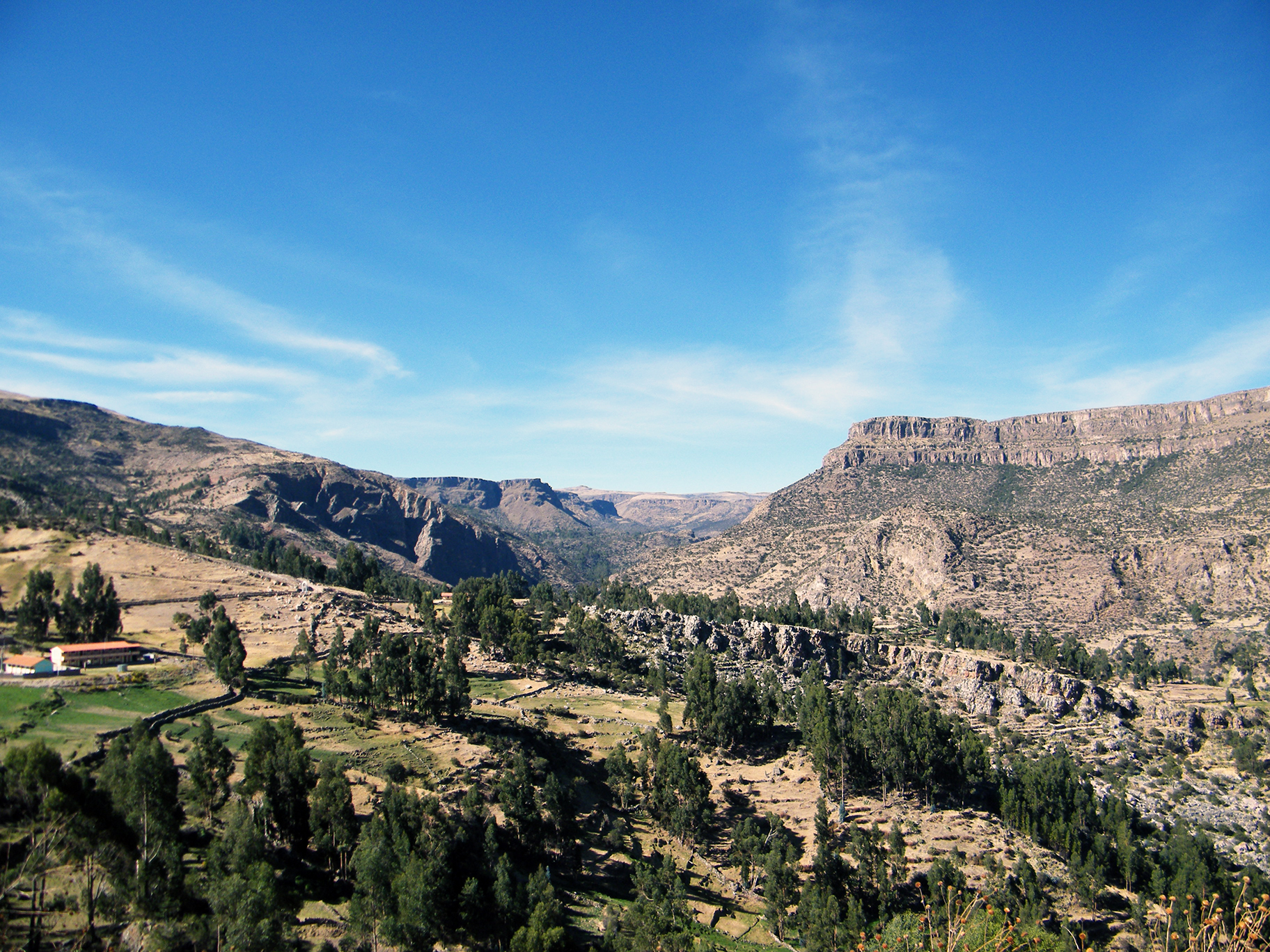
Paisaje de la cuenca del río Qaracha, en el distrito de Sacsamarca.

Sacsamarca se encuentra entre los 2,850 y los 4,800 m.s.n.m., y ocupa una extensión de 1,206.63 km². Limita por el Norte con el distrito de Carapo y parte de la provincia de Víctor Fajardo; por el Sur con la provincia de Lucanas; por el Este con la provincia de Víctor Fajardo; y por el Oeste con el distrito de Huanca Sancos. El 85% de las tierras sacsamarquinas se encuentra en la región Puna, un 10% en la región Suni y un 5% en la región Quechua.

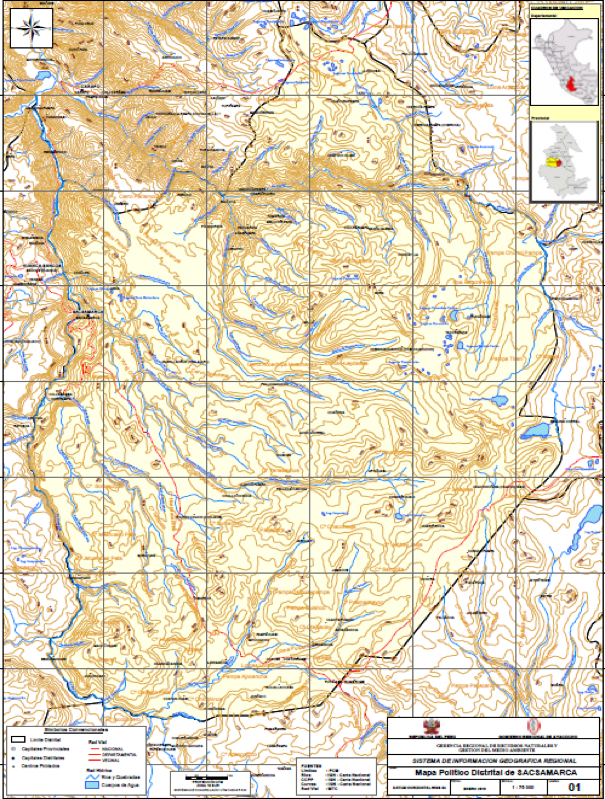
Mapa del distrito de Sacsamarca (1961)

La temperatura estacional en el distrito varía de 5 - 10 °C entre los meses de enero a abril.  El clima es templado, húmedo y lluvioso. De mayo a julio es la época de mayor frío, con temperaturas que oscilan entre  - 5 °C a -15 °C. Entre agosto y diciembre la temperatura oscila entre los 2-12 °C.
El distrito tiene acceso, básicamente, a tres ciudades principales: Lima, Ica y Ayacucho. Existen cuatro vías de transporte hasta Sacsamarca: 
- Lima-Ica-Nazca-Galeras-Putaccasa-Sacsamarca: ruta construida por la Mina Canarias para facilitar el transporte a este centro productivo. El tramo de Lima a Ica es de 306 km y el tiempo de viaje, de 4 horas; de Ica a Palpa hay 92.8 km y toma una hora y cuarto hacer la ruta; de Palpa a Huanca Sancos la distancia es de 122 km con 7 horas de viaje. Finalmente, de Huanca Sancos a Sacsamarca hay cerca de 10 km y toma 30 minutos.
- Ayacucho-Cangallo-Huancapi-Huanca Sancos-Sacsamarca (subiendo la microcuenca del río Qaracha): carretera de trocha afirmada en proceso de asfaltado. Se utiliza como vía de transporte de productos desde Huamanga a Sacsamarca y viceversa. La distancia entre Huamanga y Sacsamarca es de 213.7 km. y el tiempo de viaje es de 5 horas en promedio.
- Ica-Palpa-Llauta-Pucará-Huanca Sancos-Sacsamarca: carretera asfaltada, utilizada como ruta alterna para Ica y Lima. El tiempo de viaje es de seis horas en automóvil.
- Ayacucho-Pampa Cangallo-Pomabamba-Huanca Sancos-Sacsamarca: Es una ruta recientemente abierta. Se encuentra asfaltada con un recubrimiento temporal y de prueba. El tiempo de viaje es de 4 horas en automóvil.

## Demografía
El cambio más saltante en la configuración demográfica del distrito de Sacsamarca está en la continua disminución de su población total y, en particular, de la población rural. En el gráfico n.º 1, se observa la tendencia decreciente de la población distrital desde hace más de 40 años. Se aprecia un descenso importante en el periodo intercensal 1981-1993, cuando la situación de violencia afectó gravemente la seguridad del distrito. Luego la caída es menos drástica, pero la tendencia sigue siendo la misma. 

### Población urbana y rural
En el censo de 1993 -luego de los peores años de crisis social y de violencia- la población total del distrito era de 1905 personas, con una población rural y urbana proporcionalmente similar. El censo del año 2007 encontró una ligera disminución de la población total (1797 personas) pero en este caso sí hubo una diferencia entre la población urbana y rural, teniendo la población rural un menor porcentaje.

### Población por género
El 51, 70% de la población de Sacsamarca está compuesta por mujeres y el 48,30% por varones. Esta diferenciación demográfica es un poco más acentuada en el campo, donde la proporción de mujeres es del 53,17% sobre el 46,83% de varones. En el ámbito urbano, la proporción entre ambos sexos es casi la misma.

### Población por Grupo de Edad
En términos relativos, la diferencia intercensal 1993-2007 por grupo de edad no muestra un cambio importante, manteniéndose una composición bastante similar. Actualmente, la composición de la población por grupo de edad es la siguiente: 
|          | Menos de 1 año | Menos de 1 año | 1 a 14 años | 1 a 14 años | 15 a 29 años | 15 a 29 años | 30 a 44 años | 30 a 44 años | 45 a 64 años | 45 a 64 años | 65 a más años | 65 a más años |
| -------- | -------------- | -------------- | ----------- | ----------- | ------------ | ------------ | ------------ | ------------ | ------------ | ------------ | ------------- | ------------- |
|          | 1993           | 2007           | 1993        | 2007        | 1993         | 2007         | 1993         | 2007         | 1993         | 2007         | 1993          | 2007          |
| Distrito | 62             | 29             | 756         | 604         | 395          | 382          | 280          | 299          | 294          | 320          | 118           | 163           |
| Urbana   | 31             | 15             | 439         | 315         | 168          | 221          | 150          | 165          | 114          | 173          | 61            | 88            |
| Rural    | 31             | 14             | 317         | 289         | 227          | 161          | 130          | 134          | 180          | 147          | 57            | 75            |

### Migraciones
Desde la época del conflicto armado interno, se ha acentuado el proceso migratorio en la población de Sacsamarca, lo que ha generado una situación de concentración de población envejecida. Las aspiraciones de los/as jóvenes que concluyen los estudios escolares es la migración a Ica, Lima o Huamanga en busca realizar estudios superiores o abrirse a oportunidades de trabajo. Normalmente, los/as jóvenes laboran en actividades agropecuarias en Ica o Lima, donde reciben una mejor paga que ocupándose en estas mismas actividades en Ayacucho, o también en actividades del sector servicio como, por ejemplo, trabajar como meseros/as en restaurantes. Las actividades comerciales son también recurrentes, en el sentido de trabajos como vendedores/as de tiendas pequeñas o locales comerciales pequeños. Del mismo modo, cabe mencionar que en su mayoría, sólo migran los/as niños/as o jóvenes que tienen establecida una red familiar o amical en el lugar de arribo.

### Lengua materna
En cuanto a las características lingüísticas de la población, el quechua ayacuchano destaca como la lengua materna o como aquella con la que aprendieron a hablar casi todas las personas del distrito (94,24%). Según el censo del 2007, el grupo etario donde se concentra el mayor número de población con el quechua como lengua materna es el de los menores entre 5 y 14 años (23,65%). En el resto de grupos etarios, la proporción de usuarios va disminuyendo. Sólo un 5,47% de la población tiene al castellano como lengua materna. 
Sin embargo, la población es marcadamente bilingüe ya que desde temprana edad aprenden el castellano. Esto se debe principalmente a que en el sistema educativo, en sus niveles inicial, primario y secundario, se utiliza el castellano como idioma dominante en la enseñanza. 
Con respecto a la población adulta, el castellano también es hablado comúnmente, debido a que es el idioma que se utiliza en el espacio público, tanto para las reuniones comunales y actividades de la municipalidad como para campañas de salud, programas sociales del Estado y demás actividades públicas. A pesar de no ser muy hablado en la esfera pública, el quechua no ha sido dejado de lado, ya que se utiliza en la esfera privada, es decir, dentro de las relaciones amicales y familiares.

### Alfabetización
Como lo muestra el censo de 2007, el 76.05% de la población entre los tres y más años sabe leer y escribir. Sin embargo, aún hay un 23.9% de adultos analfabetos en el distrito. Los grupos donde se concentran los/as iletrados/as están en los/as niños/as entre tres y nueve años (8.8%) y los/as adultos/as entre los 40 y más años (12.89%).

### Pobreza e índice de desarrollo humano distrital
Sacsamarca es uno de los distritos más pobres del Perú, teniendo el 77.1% de su población en la primera línea de pobreza y al 38.6% en la segunda línea de pobreza o pobreza extrema. Un reflejo de esta situación es que el porcentaje de desnutrición crónica reúna al 40,1% del total de la población sacsamarquina. 
En efecto, el Índice de Desarrollo Humano (IDH) de Sacsamarca del año 2012 ha sido uno de los más bajos del país ubicando al distrito en el puesto número 1419 de 1838 distritos, con un IDH de 0.2376.
| Índice de Desarrollo Humano de Sacsamarca del 2003 al 2012 | Índice de Desarrollo Humano de Sacsamarca del 2003 al 2012 | Índice de Desarrollo Humano de Sacsamarca del 2003 al 2012 | Índice de Desarrollo Humano de Sacsamarca del 2003 al 2012 | Índice de Desarrollo Humano de Sacsamarca del 2003 al 2012 | Índice de Desarrollo Humano de Sacsamarca del 2003 al 2012 | Índice de Desarrollo Humano de Sacsamarca del 2003 al 2012 | Índice de Desarrollo Humano de Sacsamarca del 2003 al 2012 | Índice de Desarrollo Humano de Sacsamarca del 2003 al 2012 | Índice de Desarrollo Humano de Sacsamarca del 2003 al 2012 | Índice de Desarrollo Humano de Sacsamarca del 2003 al 2012 | Índice de Desarrollo Humano de Sacsamarca del 2003 al 2012 | Índice de Desarrollo Humano de Sacsamarca del 2003 al 2012 |
| Año                                                        | Población                                                  | Población                                                  | Índice de Desarrollo Humano                                | Índice de Desarrollo Humano                                | Esperanza de vida al nacer                                 | Esperanza de vida al nacer                                 | Población con educa. secundaria completa                   | Población con educa. secundaria completa                   | Años de educación (Población 25 a más)                     | Años de educación (Población 25 a más)                     | Íngreso familiar per cápita                                | Íngreso familiar per cápita                                |
| ---------------------------------------------------------- | ---------------------------------------------------------- | ---------------------------------------------------------- | ---------------------------------------------------------- | ---------------------------------------------------------- | ---------------------------------------------------------- | ---------------------------------------------------------- | ---------------------------------------------------------- | ---------------------------------------------------------- | ---------------------------------------------------------- | ---------------------------------------------------------- | ---------------------------------------------------------- | ---------------------------------------------------------- |
| Año                                                        | habitantes                                                 | ranking                                                    | IDH                                                        | ranking                                                    | años                                                       | ranking                                                    | %                                                          | ranking                                                    | años                                                       | ranking                                                    | N.S. mes                                                   | ranking                                                    |
| 2003                                                       | 2.086                                                      | 1368                                                       | 0,1933                                                     | 1539                                                       | 62,81                                                      | 1630                                                       | 20,62                                                      | 1543                                                       | 4,84                                                       | 1272                                                       | 169,5                                                      | 1554                                                       |
| 2007                                                       | 1.797                                                      | 1392                                                       | 0,1874                                                     | 1549                                                       | 70,55                                                      | 1284                                                       | 20,69                                                      | 1547                                                       | 4,95                                                       | 1325                                                       | 134,7                                                      | 1548                                                       |
| 2010                                                       | 1.744                                                      | 1418                                                       | 0,2493                                                     | 1303                                                       | 71,38                                                      | 1153                                                       | 20,76                                                      | 1543                                                       | 5,17                                                       | 1318                                                       | 257,5                                                      | 1116                                                       |
| 2011                                                       | 1.720                                                      | 1418                                                       | 0,2476                                                     | 1308                                                       | 72,86                                                      | 986                                                        | 20,67                                                      | 1546                                                       | 5,31                                                       | 1319                                                       | 242,4                                                      | 1157                                                       |
| 2012                                                       | 1.696                                                      | 1419                                                       | 0,2376                                                     | 1406                                                       | 72,68                                                      | 1012                                                       | 20,66                                                      | 1548                                                       | 5,06                                                       | 1436                                                       | 225,9                                                      | 1281                                                       |

Al comparar el IDH del 2003 con el del 2012, observamos que ha habido una mejora, principalmente correspondiente en el rubro de salud, donde la esperanza de vida al nacer pasó de 62 años a 72. Por otro lado, los indicadores educativos se mantuvieron básicamente iguales y, en contraste, hubo un aumento del ingreso familiar per cápita de 169 nuevos soles a 225. Este dato corrobora lo manifestado por las entrevistas de campo donde se informó que en el pasado reciente el jornal de un peón era de 10 nuevos soles y hoy en día es de 20 nuevos soles. 
Una de las mayores trabas para el desarrollo en Sacsamarca son los bajos ingresos familiares, esto principalmente debido a una expandida actividad agropecuaria de autoconsumo y una red mercantil, prácticamente, inexistente. De esta manera, los ingresos de una familia sacsamarquina promedio per cápita son de 134 nuevos soles al mes. Esto se relaciona con las líneas de pobreza antes explicadas.

## Actividades económicas
Tradicionalmente, la población sacsamarquina se dedicaba al cultivo de maíz, cebada y papas. También se dedicaba a “la cría de ganados vacuno, lanar y llamas.” La existencia de terrenos arcillosos proveía de la materia prima para “la industria de la alfarería a la que están dedicados la mayor parte de los miembros de la comunidad.” 

### Ganadería: actividad económica principal

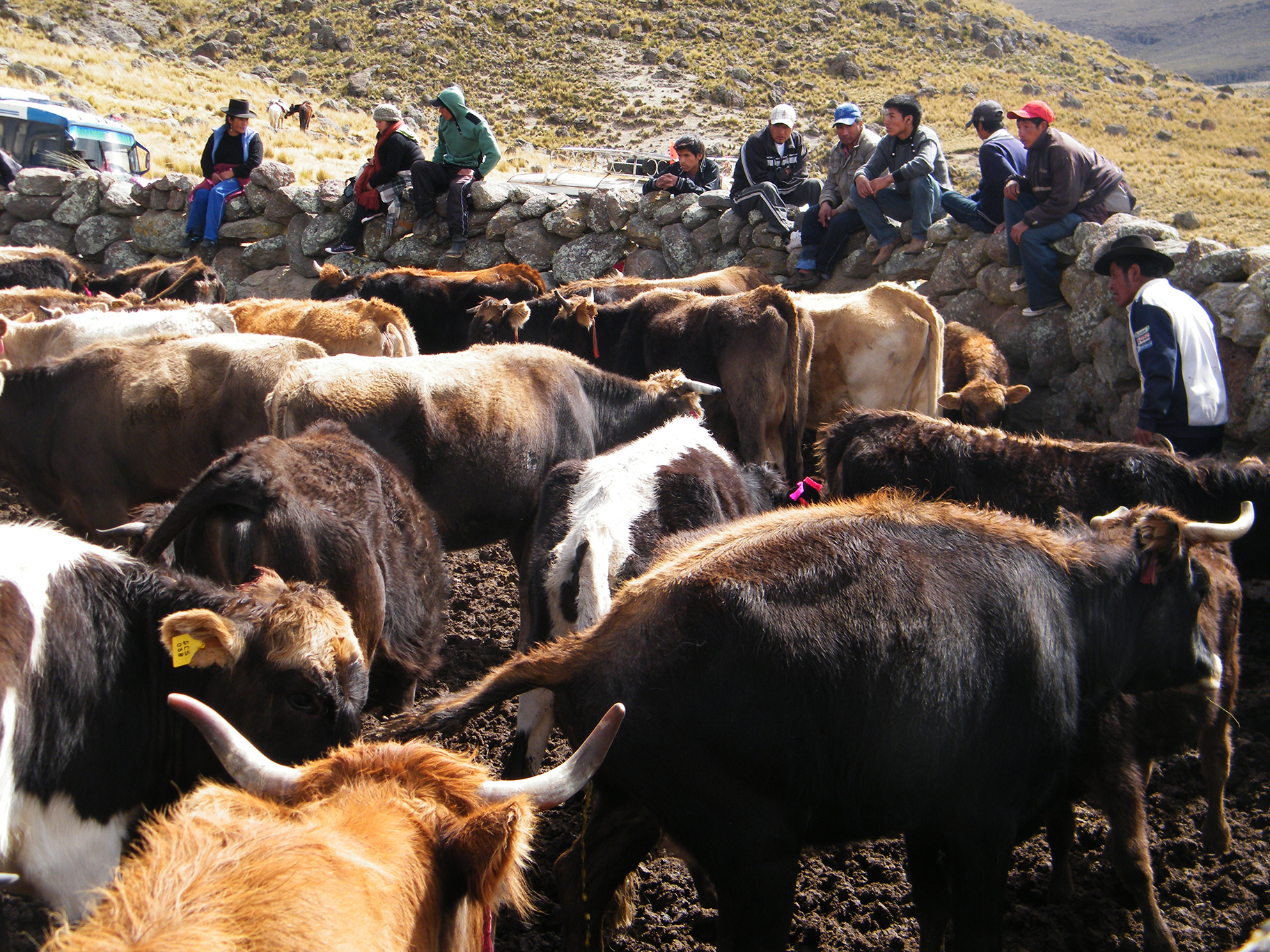
Celebración de la herranza del ganado en la granja comunal.

Hoy en día, la ganadería continúa siendo la actividad económica principal. Según el último censo agropecuario (CENAGRO 2012), el total de unidades agropecuarias dedicadas a la ganadería suman 481. Los/as sacsamarquinos/as ganaderos se dedican mayormente a la crianza de ganado vacuno, ovino y camélido (alpacas). La zona posee grandes extensiones de pastos naturales como ichu, chocco y sora, así como recursos hídricos, lo cual favorece una buena producción de ganado. Se trata, además, de una actividad con acceso a los mercados de la costa para comerciar los productos derivados de la actividad pecuaria. Sin embargo, la red vial y red mercantil no están suficientemente desarrolladas.
Sobre la base del CENAGRO y la información obtenida por la oficina de la Agencia Agraria del distrito, se ha constatado que la población ovina y caprina ha disminuido, en tanto la población de vacunos se mantiene. La población de camélidos ha disminuido especialmente en la crianza de la llama. De otro lado, la crianza de aves y porcinos se mantiene estable mientras la crianza del cuy se ha incrementado.
En Sacsamarca existe un total aproximado de 33401 cabezas de ganado, siendo el más numeroso el ganado ovino (66,35%), seguido del ganado vacuno (26,66%) y finalmente el camélido (6,98%). No obstante, la mayoría son ganados criollos y no ganado de raza, por lo que tienen un precio bajo en los mercados. 
Dentro de la provincia, Sacsamarca es considerado el distrito con mayor experiencia y de mayor producción en la crianza de alpacas. Prueba de esto es que se eligió a la localidad como Centro Piloto de Crianza de Alpacas en el año 2008, en el marco del proyecto desarrollado por el Plan de la Gestión Municipal Provincial de Huanca Sancos. Este proyecto consistió en que el Gobierno Regional de Ayacucho había entregado 18 alpacas sementales de raza mejorada a la provincia, por el Proyecto de Rehabilitación y Reconstrucción tras el Fenómeno del Niño. Estas donaciones fueron hechas por parte de la Organización de las Naciones Unidas (ONU) para la Alimentación y Agricultura (FAO), que además había entregado a la región semillas de papa, abono para la siembra y módulos de cuyes. Diez de los animales fueron entregados a Sacsamarca, en donde se mostró el interés de las autoridades por dejar la crianza de llamas para concentrarse en las alpacas, más apreciadas en su carne y piel por el mercado.
En cuanto al ganado criado en la Granja Comunal que es de propiedad de todos los pobladores del centro poblado de Sacsamarca, estos son: 600 cabezas de ganado ovino, 200 cabezas de ganado vacuno y alrededor de 100 cabezas de ganado camélido (alpacas). El ganado ovino y vacuno es vendido a Ica, Lima y Huamanga y el dinero es utilizado para financiar proyectos comunales, comprar ganado mejorado o apoyar a las personas más pobres. Por el contrario, las alpacas no son vendidas, sino utilizadas para consumo interno directo, tal como se nos informó en la comunidad.

### Agricultura: actividad de autoconsumo
La actividad agrícola constituye la principal ocupación para la mayor parte de personas en Sacsamarca (79 de 110 jefes del hogar se dedican a la actividad agrícola). Sin embargo, se trata de una agricultura de autoconsumo, la cual carece de acopiadores y no forma parte de transacciones de mercado, a diferencia de la ganadería, razón por la cual no constituye una actividad económica propiamente dicha. Por otro lado, el número de unidades agropecuarias con superficie agrícola son 469, número menor de las unidades agropecuarias dedicadas a la ganadería.
Actualmente, el ciclo agrícola consiste en una sola campaña de seis meses por año. El ciclo está marcado por cuatro fases: la preparación del terreno en el mes de septiembre, la siembra en octubre, las lluvias a lo largo de enero hasta marzo, y finalmente la cosecha en abril y mayo.  De mayo a septiembre dejan de trabajar en la unidad agropecuaria y viajan a otras provincias o departamentos para conseguir otros ingresos por medio de trabajos estacionales. Sin embargo, dado que la mayor parte de la actividad agrícola en Sacsamarca es de autosubsistencia, la mayoría de productores permanece en la comunidad. Según el último censo agropecuario, durante el año 2012, fueron 186 productores los que dejaron el trabajo agrícola para buscar otros ingresos, mientras 291 productores se quedaron en Sacsamarca.
Por otro lado, los cultivos más sembrados son papa, cebada, trigo, habas, y maíz.  El comercio con mercados locales y externos es poco desarrollado para estos productos y se puede considerar que la producción agrícola está orientada hacia el autoconsumo familiar. Según el censo agrario realizado en el año 2012, sólo 43 de las 477 unidades agrícolas en el distrito de Sacsamarca destinan sus productos al mercado nacional y ningún productor vende sus productos en el mercado exterior. Parte de este problema está en la dificultad de acceso vial a Sacsamarca (problema de conectividad) y la otra, en la baja productividad asociada a la falta de adaptación de nuevas tecnologías. 
Respecto a las fuentes de agua para la agricultura, Sacsamarca cuenta únicamente con un reservorio de agua de precipitaciones, lo cual vulnerabiliza mucho a los productores durante los meses de sequía, que son en agosto, setiembre y octubre.

### Tecnología productiva
La producción agropecuaria en Sacsamarca no se considera tecnificada. Tanto en la producción de cultivos como de ganado, es una producción tradicional de bajo-insumo y alto-riesgo, mayormente por cuestiones del clima y desastres naturales que suelen pasar en la sierra (friaje, inundación, huayco, etc.). Mayormente los agricultores utilizan abono y fertilizantes ecológicos (de estiércol de animales, no químicos) pero no se utilizan insecticidas ni plaguicidas. Hay una falta general de infraestructura productiva tal como micro-reservorios, andenes, almacenes de semillas y cultivos, establos, bañaderos, etc.
Las actividades de riego se realizan mayormente por gravedad e inundación, no por aspersión ni por goteo. Según el censo agropecuario, hay 315 unidades agropecuarias con superficie bajo riego por gravedad, 29 unidades con superficie bajo riego por aspersión, ninguna unidad con superficie bajo riego por goteo, y 4 unidades con superficie bajo ambos: gravedad y aspersión.

### Actividades económicas secundarias
Aparte de las actividades agropecuarias, existen actividades económicas secundarias que realizan algunos/as residentes de Sacsamarca. Por ejemplo, hay aproximadamente 10 bodegas en la comunidad que venden productos traídos de lugares externos tales como Huamanga, Ica, y Lima. Estos bienes llegan en camiones semanalmente con insumos que abastecen las bodegas. Como ya se señaló, no es común que los agricultores sacsamarquinos vendan sus excedentes de producción en las mismas tiendas.
Los/as sacsamarquinos/as antes se dedicaban a actividades de artesanía, específicamente cerámicas y ollas de este material. Hoy en día casi ha desaparecido esta industria. Existe solamente un pequeño grupo de mujeres mayores que conservan y practican las técnicas mientras que las nuevas generaciones no las han aprendido. El conocimiento va desapareciendo con cada generación. Los/as pobladores/as indican que la fuente natural de arcilla, materia prima base de esta industria, también ha disminuido bastante. La llegada de ollas de acero, también es una de las principales causas del desgaste de esta industria.
Asimismo, la mayoría de las mujeres (sobre todo mayores) saben tejer y con la lana de sus ovejas suelen hacer prendas de vestir.

## Organizaciones políticas
En el distrito de Sacsamarca hay dos organizaciones políticas principales, aquella que gira alrededor del gobierno local municipal (gestión municipal) y aquella que gira en torno al territorio de la comunidad campesina de Sacsamarca. Ambas gestiones interactúan, pero cumplen roles diferentes. El organigrama de autoridades en Sacsamarca se distribuye de la siguiente manera:

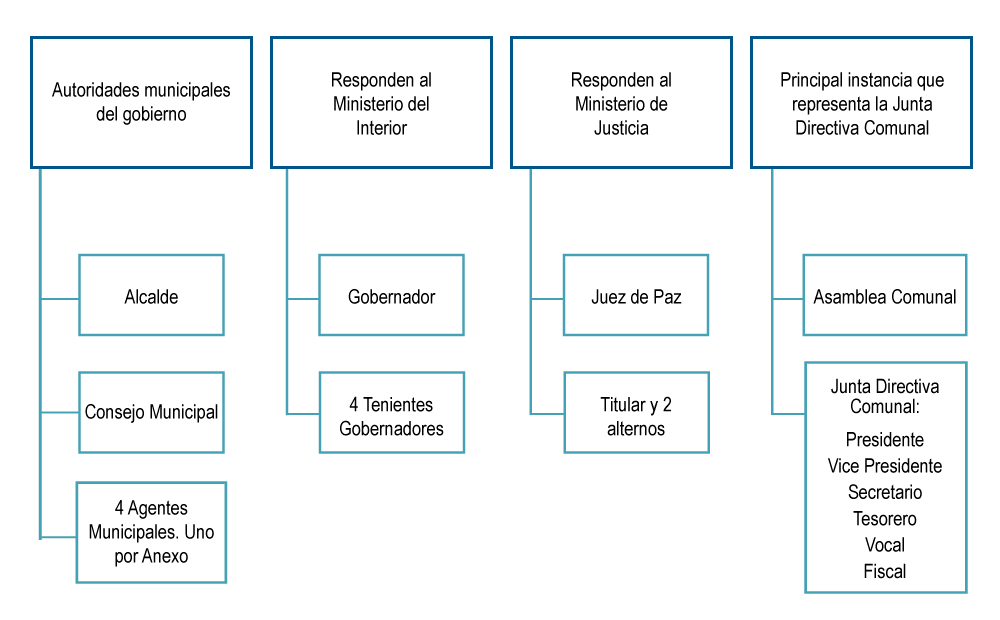
Organigrama de autoridades en Sacsamarca.

### Gobierno comunal
La Asamblea comunal es la máxima instancia del gobierno comunal. La Asamblea designa una Junta Directiva Comunal (JDC) para el cumplimiento de los acuerdos y planes establecidos por un periodo de dos años. La JDC se elige por elección universal de los/as comuneros/as inscritos/as en el padrón comunal. La encabeza un Presidente que es el responsable de hacer cumplir los acuerdos y compromisos comunales, éste debe encargarse de hacer cumplir el estatuto de la comunidad, dirigir las asambleas, convocar a los/as pobladores/as. También, es el encargado de convocar y presidir todas las asambleas comunales, a las cuales el alcalde distrital está obligado a asistir. Se convocan y llevan a cabo cuatro asambleas grandes a lo largo del año donde se discute la problemática de la comunidad, se proponen y eligen soluciones. Las asambleas extraordinarias se realizan según su necesidad.
El gobierno comunal tiene como función la administración de los recursos y territorio comunal. Entre estos se encuentran los pastos naturales y el ganado comunal. El gobierno comunal coordina también el trabajo comunal: la minka. Esta consiste en trabajos obligatorios para los/as miembros de la comunidad a favor del cuidado del ganado comunal, tareas de mejoramiento de andenería y siembra de quinua y avena para alimentar a dicho ganado. Actualmente, existe una hectárea de quinua y una hectárea de avena que se siembran en el territorio comunal para alimentar al ganado. La minka tiene una duración de cuatro días de trabajo continuo por cada miembro de la comunidad y estos son convocados/as a realizarla cada dos meses aproximadamente, dependiendo de la coyuntura. La multa impuesta a los/as comuneros/as que no asisten a la minka es de 20 a 25 nuevos soles.
Por otro lado, el gobierno comunal ayuda a coordinar el trabajo de la faena. Sin embargo, la faena, a diferencia de la minka, es convocada por la Municipalidad distrital de Sacsamarca para mejorar bienes públicos. Con la faena se realizan obras de construcción de carreteras o afirmar estas y el arreglo y mantenimiento de los canales de regadío. El rol del gobierno comunal para estas tareas recae en coordinar con los/as comuneros/as sus turnos de trabajo. Para la realización de la faena, de mantenimiento de canales, los/as miembros de la comunidad deben trabajar durante tres días seguidos de ser convocados/as a esta, caso contrario, deben también pagar una suma de dinero de 20 a 25 soles de multa.

### Gobierno distrital
El resto de autoridades e instituciones del organigrama fuera de la Junta Comunal, corresponden al gobierno distrital:

#### Gobernador
Hasta el año 2000, el juez de paz asumió la función de gobernador, pero posterior a esto se separaron ambos cargos en dos funcionarios distintos. Legalmente, el gobernador es el encargado de la seguridad en la comunidad y representa al Ministerio del Interior en esta localidad. Cumple el rol de fiscalizar las instituciones públicas, encargarse de los temas en materia de seguridad y representar al Presidente de la República en la localidad. Con todo, en Sacsamarca el gobernador también ha tenido que resolver problemas de litigios y pugnas en la comunidad que deberían corresponderle al juez y, debido a que en Sacsamarca no hay policías, su injerencia en términos de seguridad ciudadana es casi inexistente. 

#### juez de paz
El juez de Paz representa al Poder Judicial en el distrito y tiene competencia sobre temas de menor gravedad legal. El Juzgado de Paz de Sacsamarca es “no letrado”, por lo cual, sus funciones consisten en intervenir como conciliador y resolver conflictos de acuerdo al sentido común, la equidad y las normas de la comunidad. Si se necesitan resolver conflictos legales mayores,  se debe ir hasta Huanca Sancos para encontrar un juzgado mixto.  Un/a ciudadano/a es elegido, por la Asamblea Comunal, para ejercer este cargo por un periodo de cuatro años y no tiene que ser necesariamente un/a abogado/a. 
Normalmente, los conflictos en los que interviene el juez de paz en Sacsamarca tienen que ver con la falta de títulos de propiedad para delimitar espacios, es decir, problemas de traspaso de ganado o reclamo de tierras por dos partes distintas. Del mismo modo, esta autoridad participa y firma actas de las Asambleas Comunales.

#### Alcalde de la Municipalidad distrital
El Municipio de Sacsamarca se creó en 1961, poco antes de que se desarrollaran las primeras elecciones municipales populares en la historia del país. Por entonces, las municipalidades se limitaban a la administración de algunos servicios urbanos y a la ejecución de algunos trámites legales. Las dietas eran mínimas y muchas veces el cargo era descuidado y abandonado. La dictadura militar de Velasco Alvarado suprimió los procesos electorales municipales y restauró el antiguo procedimiento de elección a través de ternas de candidatos propuestas por los gobernadores distritales. 
En 1980 se inició un nuevo régimen democrático mucho más inclusivo que todos los regímenes políticos previos. Por primera vez en nuestra historia se reconoció el derecho universal al sufragio -salvo en el caso de los miembros de las fuerzas armadas- y se incluyó de esta manera el voto de los/as analfabetos/as. En noviembre de ese año se realizaron las primeras elecciones municipales de este tipo. En Sacsamarca se contó con 720 ciudadanos/as inscritos/as para votar, pero solo asistieron a las urnas 371, el 51.52% del total de electores.

## Educación

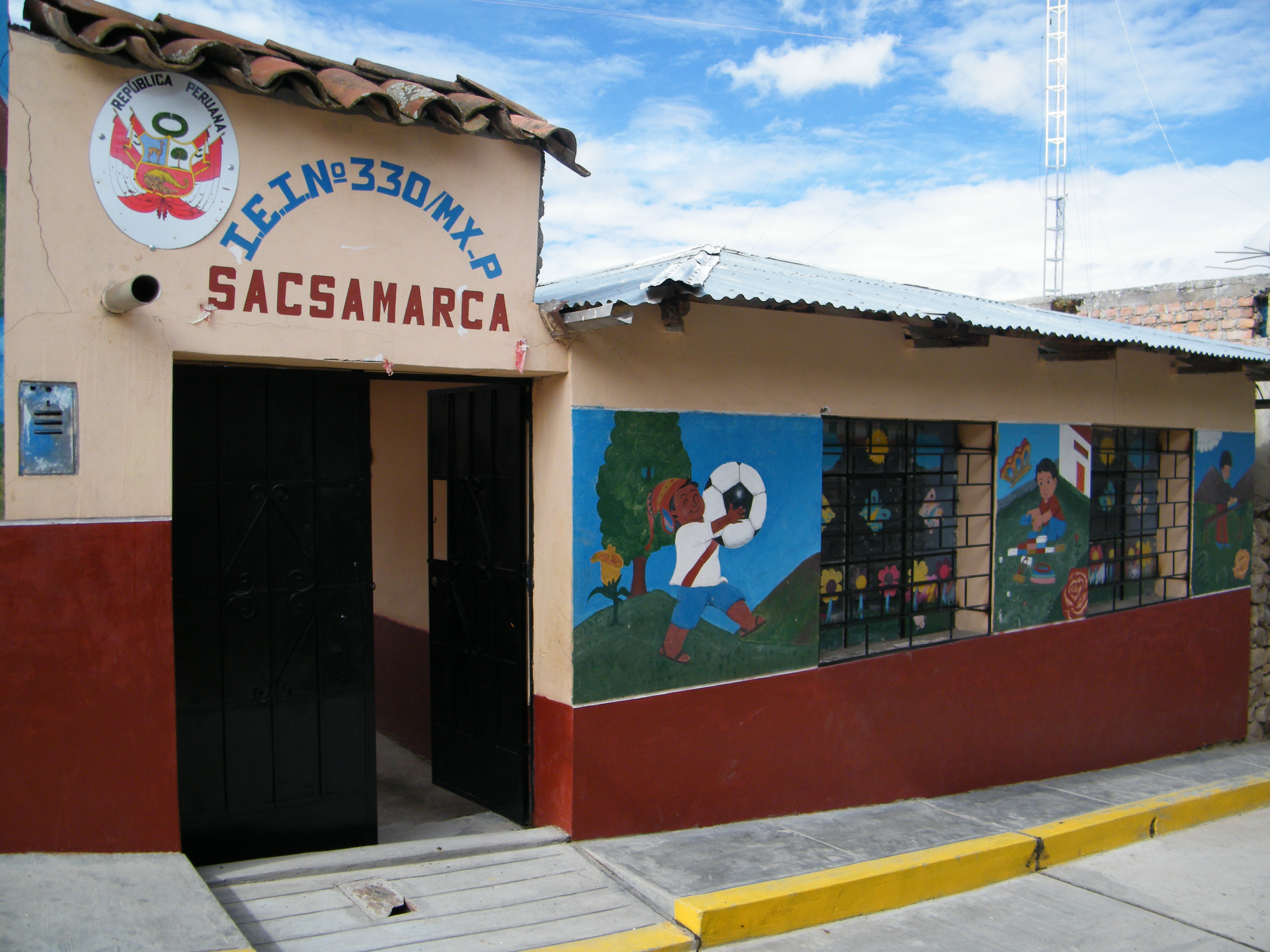
Exteriores de la escuela de nivel inicial en Sacsamarca.

Sacsamarca, como distrito, cuenta con doce instituciones educativas. Dentro del distrito, la capital del distrito, Sacsamarca, cuenta con tres instituciones educativas: un colegio de inicial, un colegio de primaria mixto y un colegio de secundaria mixto. Respecto a los anexos, Asca y Colcabamba cuentan con un colegio de primaria y una institución inicial no escolarizada. El anexo con menor cantidad de estudiantes es Putaccasa, que cuenta con 7 en su única institución educativa de nivel primario. Por el contrario, Pallca es el anexo que cuenta con mayor número de instituciones educativas después de Sacsamarca, teniendo un colegio de inicial, un colegio de primaria y un colegio de secundaria. 
En el distrito de Sacsamarca, la tasa de asistencia escolar es bastante alta. Durante el último censo a nivel de capital de distrito, en Sacsamarca había 173 niños/as entre 6 y 12 años de edad. De estos, el 95,95% asistían a las escuelas locales.
El 17,88% de la población entre tres y más años carece de algún nivel educativo. El 5,05% de esta población tiene entre 40 y 64 años, mientras que el grupo de edad entre tres y cuatro años representa al 4,58% en esta misma categoría.
El nivel educativo más extendido es el primario, representando al 48.84% de la población de tres y más años. El 19% se encuentra entre los 5 y los 14 años. Otro 19% está entre los 40 y más años, mientras que sólo el 10.22% del grupo entre los 15 a los 39 años tienen el nivel educativo primario. Este grupo corresponde temporalmente al periodo más dramático de la historia reciente de Sacsamarca, en el cual los centros educativos locales vieron mermada su función debido a la violencia y a la migración de la población. 
Un 25.25% de la población entre 3 y más años del distrito tiene secundaria. El grupo de edad entre 15 y 29 años el 2007 representa al 14,85% de los que tienen formación secundaria.
El 46,5% de los hombres y el 51% de las mujeres tienen formación primaria en Sacsamarca. La educación secundaria es algo más desigual. El 32,7% de los hombres tiene ese nivel de formación mientras las mujeres con secundaria representan al 18,71% de todas las que han ido a la escuela.
Hay una constante disminución de la tasa de matrícula para todos los centros educativos de Sacsamarca y anexos durante los últimos años. Como se puede apreciar en el siguiente cuadro, en comparación al año 2004, la mayoría de colegios han reducido, notablemente, la cantidad de niños/as inscritos/as. Ello puede deberse al problema de “población vieja” que tiene Sacsamarca.
El mayor acceso al sistema educativo con el que cuentan ahora los/as niños/as sacsamarquinos/as no ha garantizado una mejor calidad de la enseñanza, la que continúa presentando resultados muy bajos tanto en comprensión lectora como en comprensión lógico-matemática. Según la Encuesta Censal de Estudiantes a nivel de distrito-UGEL, los resultados educativos en porcentaje (tomando sólo en cuenta nivel 2: porcentaje de niños/as que alcanzó las habilidades necesarias del grado), son:
Como se puede observar, sólo 5.2% de niños/as de todo Sacsamarca (nivel distrital) pueden leer y comprender un texto, mientras que el 2.6% sabe realizar operaciones matemáticas.

## Salud
El distrito de Sacsamarca cuenta con dos (02) establecimientos de salud del MINSA en la actualidad: un puesto de salud ubicado en el anexo Pallcca, y otra en la capital del distrito, Sacsamarca. Este último cuenta con la asistencia de seis (6) profesionales de la salud a cargo: una (1) odontóloga/o, dos (2) técnicas/os en enfermería, un/a (1) enfermera/o, un/a (1) médico Serumista y un/a (1) obstetra. Su horario de atención es de lunes a sábado de 8:00am a 1:00pm, reservando el domingo para casos de emergencia. 
De acuerdo con cifras del MINSA, en el 2013 la principal causa de mortalidad a nivel departamental (Ayacucho) corresponde a casos de neoplasia; mientras que la principal causa de morbilidad en consulta externa se atribuye a las infecciosas agudas de las vías respiratorias superiores.